# FC Morkovice
FC Morkovice je český fotbalový klub z Morkovic-Slížan, který byl založen roku 1943. Od sezóny 2013/14 hraje Přebor Zlínského kraje (5. nejvyšší soutěž).

## Vývoj názvu
Zdroj: 
- 1943 – SK Morkovice (Sportovní klub Morkovice)
- 1950 – Slavoj Morkovice
- 1960 – TJ Slavoj Morkovice (Tělovýchovná jednota Slavoj Morkovice)
- 1996 – FC Morkovice (Football Club Morkovice)[4]

## Umístění v jednotlivých sezonách
Stručný přehled
- 1991–1992: I. A třída Středomoravské župy – sk. B
- 1992–2002: Středomoravský župní přebor
- 2002–2004: Divize D
- 2004–2005: Přebor Zlínského kraje
- 2005–2007: Divize D
- 2007–2012: Přebor Zlínského kraje
- 2012–2013: Divize E
- 2013–: Přebor Zlínského kraje

Jednotlivé ročníky
Legenda: Z – zápasy, V – výhry, R – remízy, P – porážky, VG – vstřelené góly, OG – obdržené góly, +/− – rozdíl skóre, B – body, červené podbarvení – sestup, zelené podbarvení – postup, fialové podbarvení – reorganizace, změna skupiny či soutěže
| Československo (1991 – 1993) |                                        |        |    |    |       |    |    |    |     |    |        |
| Sezóny                       | Liga                                   | Úroveň | Z  | V  | R     | P  | VG | OG | +/− | B  | Pozice |
| 1991/92                      | I. A třída Středomoravské župy – sk. B | 6      | 26 | 18 | 4     | 4  | 60 | 29 | +31 | 40 | 1.     |
| 1992/93                      | Středomoravský župní přebor            | 5      | 26 | 13 | 4     | 9  | 44 | 36 | +8  | 30 | 4.     |
| Česko (1993 – )              |                                        |        |    |    |       |    |    |    |     |    |        |
| Sezóny                       | Liga                                   | Úroveň | Z  | V  | R     | P  | VG | OG | +/− | B  | Pozice |
| 1993/94                      | Středomoravský župní přebor            | 5      | 30 | 18 | 7     | 5  | 70 | 28 | +42 | 43 | 3.     |
| 1994/95                      | Středomoravský župní přebor            | 5      | 30 | 15 | 8     | 7  | 58 | 32 | +26 | 53 | 4.     |
| 1995/96                      | Středomoravský župní přebor            | 5      | 30 | 14 | 9     | 7  | 65 | 43 | +22 | 51 | 4.     |
| 1996/97                      | Středomoravský župní přebor            | 5      | 30 | 17 | 2     | 11 | 63 | 40 | +23 | 53 | 4.     |
| 1997/98                      | Středomoravský župní přebor            | 5      | 30 | 18 | 4     | 8  | 70 | 32 | +38 | 58 | 4.     |
| 1998/99                      | Středomoravský župní přebor            | 5      | 28 | 13 | 4     | 11 | 59 | 43 | +16 | 43 | 5.     |
| 1999/00                      | Středomoravský župní přebor            | 5      | 30 | 15 | 6     | 9  | 72 | 48 | +24 | 51 | 4.     |
| 2000/01                      | Středomoravský župní přebor            | 5      | 30 | 16 | 5     | 9  | 63 | 39 | +24 | 53 | 3.     |
| 2001/02                      | Středomoravský župní přebor            | 5      | 30 | 20 | 5     | 5  | 68 | 23 | +45 | 65 | 1.     |
| 2002/03                      | Divize D                               | 4      | 30 | 12 | 4     | 14 | 47 | 54 | −7  | 40 | 10.    |
| 2003/04                      | Divize D                               | 4      | 30 | 7  | 8     | 15 | 47 | 57 | −10 | 29 | 15.    |
| 2004/05                      | Přebor Zlínského kraje                 | 5      | 30 | 23 | 3     | 4  | 60 | 15 | +45 | 72 | 1.     |
| 2005/06                      | Divize D                               | 4      | 30 | 13 | 6     | 11 | 58 | 46 | +12 | 45 | 4.     |
| 2006/07                      | Divize D                               | 4      | 30 | 7  | 7     | 16 | 32 | 56 | −24 | 28 | 16.    |
| 2007/08                      | Přebor Zlínského kraje                 | 5      | 30 | 11 | 6     | 13 | 59 | 57 | +2  | 39 | 9.     |
| 2008/09                      | Přebor Zlínského kraje                 | 5      | 30 | 9  | 8     | 13 | 47 | 54 | −7  | 35 | 12.    |
| 2009/10                      | Přebor Zlínského kraje                 | 5      | 30 | 16 | 3     | 11 | 62 | 54 | +8  | 51 | 4.     |
| 2010/11                      | Přebor Zlínského kraje                 | 5      | 30 | 19 | 6     | 5  | 94 | 38 | +56 | 63 | 2.     |
| 2011/12                      | Přebor Zlínského kraje                 | 5      | 30 | 18 | 3     | 9  | 76 | 44 | +32 | 57 | 1.     |
| 2012/13                      | Divize E                               | 4      | 30 | 7  | 8     | 15 | 29 | 62 | −33 | 29 | 16.    |
| 2013/14                      | Přebor Zlínského kraje                 | 5      | 26 | 11 | 2     | 13 | 51 | 49 | +2  | 35 | 9.     |
| 2014/15                      | Přebor Zlínského kraje                 | 5      | 26 | 10 | 5 / 2 | 9  | 44 | 41 | +3  | 42 | 6.     |
| 2015/16                      | Přebor Zlínského kraje                 | 5      | 26 | 13 | 2 / 0 | 11 | 50 | 48 | +2  | 43 | 6.     |
| 2016/17                      | Přebor Zlínského kraje                 | 5      | 26 | 15 | 1 / 3 | 7  | 56 | 33 | +23 | 50 | 3.     |
| 2017/18                      | Přebor Zlínského kraje                 | 5      | 26 | 14 | 2 / 1 | 9  | 57 | 42 | +15 | 47 | 4.     |
| 2018/19                      | Přebor Zlínského kraje                 | 5      | 26 | 11 | 4 / 1 | 10 | 68 | 59 | +9  | 42 | 6.     |
| ** 2019/20                   | Přebor Zlínského kraje                 | 5      | 13 | 6  | 2 / 2 | 3  | 39 | 22 | +17 | 24 | 5.     |
| ** 2020/21                   | Přebor Zlínského kraje                 | 5      | 9  | 5  | 0 / 1 | 3  | 18 | 21 | −33 | 16 | 5.     |
| 2021/22                      | Přebor Zlínského kraje                 | 5      | 26 | 10 | 5     | 11 | 52 | 41 | +11 | 35 | 8.     |
| 2022/23                      | Přebor Zlínského kraje                 | 5      | 26 | 9  | 6     | 11 | 48 | 52 | −4  | 33 | 9.     |
| 2023/24                      | Přebor Zlínského kraje                 | 5      | 26 | 9  | 8     | 9  | 62 | 63 | -1  | 35 | 9.     |
| 2024/25                      | Přebor Zlínského kraje                 | 5      | 26 | 13 | 2     | 11 | 53 | 51 | +2  | 41 | 5.     |

Poznámka:
- Od sezony 2014/15 se hraje tímto způsobem: Pokud zápas skončí nerozhodně, kope se penaltový rozstřel. Jeho vítěz bere 2 body, poražený pak jeden bod. Za výhru po 90 minutách jsou 3 body, za prohru po 90 minutách není žádný bod. Od sezony 2021/22 byl penaltový rozstřel zrušen.

**= sezona předčasně ukončena z důvodu pandemie covidu-19

## FC Morkovice „B“
Zdroj: 
FC Morkovice „B“ je rezervní tým Morkovic, hrající od sezóny 2021/22 Okresní přebor Kroměřížska (8. nejvyšší soutěž). Největšího úspěchu dosáhl v sezoně 2002/03, kdy se v I. B třídě Zlínského kraje (7. nejvyšší soutěž) umístil na 5. místě.

### Umístění v jednotlivých sezonách
Stručný přehled
- 2002–2006: I. B třída Zlínského kraje – sk. C
- 2006–2009: neaktivní
- 2009–2010: Okresní soutěž Kroměřížska – sk. C
- 2010–2014: Okresní přebor Kroměřížska
- 2014–2021: I. B třída Zlínského kraje – sk. C
- 2021–2023: Okresní přebor Kroměřížska

Jednotlivé ročníky
Legenda: Z – zápasy, V – výhry, R – remízy, P – porážky, VG – vstřelené góly, OG – obdržené góly, +/− – rozdíl skóre, B – body, červené podbarvení – sestup, zelené podbarvení – postup, fialové podbarvení – reorganizace, změna skupiny či soutěže
| Česko (2002 – ) |                                              |                                              |                                              |                                              |                                              |                                              |                                              |                                              |                                              |                                              |                                              |
| Sezóny          | Liga                                         | Úroveň                                       | Z                                            | V                                            | R                                            | P                                            | VG                                           | OG                                           | +/−                                          | B                                            | Pozice                                       |
| 2002/03         | I. B třída Zlínského kraje – sk. C           | 7                                            | 26                                           | 12                                           | 4                                            | 10                                           | 53                                           | 47                                           | +6                                           | 40                                           | 5.                                           |
| 2003/04         | I. B třída Zlínského kraje – sk. C           | 7                                            | 26                                           | 9                                            | 7                                            | 10                                           | 48                                           | 61                                           | −13                                          | 34                                           | 8.                                           |
| 2004/05         | I. B třída Zlínského kraje – sk. C           | 7                                            | 26                                           | 12                                           | 3                                            | 11                                           | 52                                           | 42                                           | +10                                          | 39                                           | 6.                                           |
| 2005/06         | I. B třída Zlínského kraje – sk. C           | 7                                            | 26                                           | 12                                           | 3                                            | 11                                           | 61                                           | 49                                           | +12                                          | 39                                           | 5.                                           |
| 2006–2009       | B-mužstvo nebylo přihlášeno v žádné soutěži. | B-mužstvo nebylo přihlášeno v žádné soutěži. | B-mužstvo nebylo přihlášeno v žádné soutěži. | B-mužstvo nebylo přihlášeno v žádné soutěži. | B-mužstvo nebylo přihlášeno v žádné soutěži. | B-mužstvo nebylo přihlášeno v žádné soutěži. | B-mužstvo nebylo přihlášeno v žádné soutěži. | B-mužstvo nebylo přihlášeno v žádné soutěži. | B-mužstvo nebylo přihlášeno v žádné soutěži. | B-mužstvo nebylo přihlášeno v žádné soutěži. | B-mužstvo nebylo přihlášeno v žádné soutěži. |
| 2009/10         | Okresní soutěž Kroměřížska – sk. C           | 9                                            | 18                                           | 13                                           | 2                                            | 3                                            | 58                                           | 28                                           | +30                                          | 41                                           | 1.                                           |
| 2010/11         | Okresní přebor Kroměřížska                   | 8                                            | 26                                           | 13                                           | 8                                            | 5                                            | 81                                           | 37                                           | +44                                          | 47                                           | 2.                                           |
| 2011/12         | Okresní přebor Kroměřížska                   | 8                                            | 26                                           | 16                                           | 0                                            | 10                                           | 71                                           | 56                                           | +15                                          | 48                                           | 3.                                           |
| 2012/13         | Okresní přebor Kroměřížska                   | 8                                            | 26                                           | 16                                           | 3                                            | 7                                            | 85                                           | 54                                           | +31                                          | 51                                           | 3.                                           |
| 2013/14         | Okresní přebor Kroměřížska                   | 8                                            | 24                                           | 15                                           | 4                                            | 5                                            | 57                                           | 27                                           | +30                                          | 49                                           | 1.                                           |
| 2014/15         | I. B třída Zlínského kraje – sk. C           | 7                                            | 26                                           | 10                                           | 0 / 2                                        | 14                                           | 52                                           | 65                                           | −13                                          | 32                                           | 11.                                          |
| 2015/16         | I. B třída Zlínského kraje – sk. C           | 7                                            | 26                                           | 10                                           | 1 / 3                                        | 12                                           | 48                                           | 58                                           | −10                                          | 35                                           | 8.                                           |
| 2016/17         | I. B třída Zlínského kraje – sk. C           | 7                                            | 26                                           | 13                                           | 0 / 3                                        | 10                                           | 82                                           | 56                                           | +26                                          | 42                                           | 7.                                           |
| 2017/18         | I. B třída Zlínského kraje – sk. C           | 7                                            | 26                                           | 8                                            | 2 / 4                                        | 12                                           | 61                                           | 70                                           | −9                                           | 32                                           | 10.                                          |
| 2018/19         | I. B třída Zlínského kraje – sk. C           | 7                                            | 26                                           | 8                                            | 2 / 1                                        | 15                                           | 45                                           | 91                                           | −46                                          | 29                                           | 12.                                          |
| ** 2019/20      | I. B třída Zlínského kraje – sk. C           | 7                                            | 13                                           | 4                                            | 1 / 0                                        | 8                                            | 29                                           | 40                                           | −11                                          | 14                                           | 10.                                          |
| ** 2020/21      | I. B třída Zlínského kraje – sk. C           | 7                                            | 9                                            | 1                                            | 2 / 1                                        | 5                                            | 10                                           | 32                                           | −22                                          | 8                                            | 12.                                          |
| 2021/22         | Okresní přebor Kroměřížska                   | 8                                            | 26                                           | 10                                           | 1                                            | 15                                           | 83                                           | 94                                           | −11                                          | 31                                           | 10.                                          |
| 2022/23         | Okresní přebor Kroměřížska                   | 8                                            | 26                                           | 15                                           | 2                                            | 9                                            | 89                                           | 82                                           | +7                                           | 47                                           | 4.                                           |

Poznámka:
- Od sezony 2014/15 se ve Zlínském kraji hraje tímto způsobem: Pokud zápas skončí nerozhodně, kope se penaltový rozstřel. Jeho vítěz bere 2 body, poražený pak jeden bod. Za výhru po 90 minutách jsou 3 body, za prohru po 90 minutách není žádný bod. Od sezony 2021/22 byl penaltový rozstřel zrušen.

**= sezona předčasně ukončena z důvodu pandemie covidu-19